# Apamea siegeli
Apamea siegeli là một loài bướm đêm trong họ Noctuidae.